# Шевченково (Конотопский район)
Шевченково (укр. Шевченкове) — село,
Шевченковский сельский совет,
Конотопский район,
Сумская область,
Украина.
Код КОАТУУ — 5922089001. Население по данным 2024 года составляло 595 человек.
Является административным центром Шевченковского сельского совета, в который, кроме того, входит село
Торговица.

## Географическое положение
Село Шевченково находится на берегу канала Торговица, который соединяет реку Куколка и реку Ромен, выше по течению на расстоянии в 4 км расположено село Вольное, ниже по течению на расстоянии в 2,5 км расположено село Торговица.
Через село проходит автомобильная дорога Т-1904.

## История
- Поблизости села Шевченково обнаружены городища и поселки времен Киевской Руси, курганы и курганные могильники.
- Основано в средине XVII века как село Гирявка.
- Село было в составе Подлипенской волости Конотопского уезда Черниговской губернии. В селе Гирявка была Покровская церковь. Священнослужители Покровской церкви[2]:
  - 1800—1803 — священник Петр Данилович Григорович, дьячок Андрей Иванович Чернявский.
  - 1878—1879 — священник Андрей Базилевич, исп. долж. псаломщика Прокопий Королев
  - 1915 — священник Федор Цехановский.
- 1923 — переименовано в село Шевченково.

## Экономика
- Молочно-товарная и птице-товарная фермы, машинно-тракторные мастерские.
- ОАО «Совхоз Шевченковский».

## Объекты социальной сферы
- Школа.
- Музей Т. Г. Шевченка.

## Достопримечательности
- Усадьба Лазаревских.